# Alex Smith
Alexander Douglas Smith (Seattle, 7 de maio de 1984) é um analista esportivo e jogador de futebol americano aposentado que atuou como quarterback na National Football League. Foi a primeira escolha geral no draft de 2005, pelo San Francisco 49ers.
Jogou futebol americano universitário pela Universidade de Utah, pela qual se formou em economia e venceu o Liberty Bowl em 2003 e o Fiesta Bowl em 2005. Como profissional, além dos 49ers, jogou pelo Kansas City Chiefs e pelo Washington Football Team. Sua carreira foi marcada por contusões e falta de consistência, mas era considerado um líder nato e respeitado nos vestiários e na comunidade.

## Início da vida
Alex Smith nasceu em Bremerton, Washington, em 7 de maio de 1984, mas ele cresceu em La Mesa, Califórnia. Seu pai, Douglas D. Smith, era diretor executivo na escola Helix High School, onde Alex estudou.

## Carreira

### Faculdade
Smith estudou na Universidade de Utah e jogou futebol americano por ela utilizando a camisa 11. Ele terminou em quarto na votação do Heisman Trophy de 2004 e foi eleito Jogador do Ano na Conferência Mountain West. Smith jogou vinte e duas partidas como titular (vencendo vinte e uma) na faculdade, no ataque comandado pelo treinador Urban Meyer. Ele venceu o Liberty Bowl de 2003 e o Fiesta Bowl de 2005. Smith estudou economia na faculdade, conseguindo créditos para se formar em apenas dois anos, com notas altas.

### NFL
Nos 49ers, Smith foi, desde sua primeira temporada, criticado pelo desempenho abaixo das expectativas para uma primeira escolha no draft, especialmente após boas temporadas de Aaron Rodgers, segundo quarterback escolhido em 2005. Para isso, contribuiu o fato de ter jogado sob seis coordenadores ofensivos e três técnicos em suas seis primeiras temporadas na liga. Em 2011, com Jim Harbaugh como técnico e Greg Roman como coordenador ofensivo, venceu a divisão oeste da NFC e foi aos playoffs pela primeira vez. Nesse ano, obteve o maior passer rating de sua carreira, 90,7, a nona marca da temporada. Com 13 vitórias, a equipe de São Francisco foi a segunda melhor da NFC da temporada regular e obteve folga na primeira rodada dos playoffs. Na segunda rodada, Smith jogou muito bem e conquistou uma virada histórica sobre o New Orleans Saints: recebendo a bola com 1min37s no relógio, fez o touchdown da vitória com apenas 9 segundos restantes, num passe de 15 jardas para o tight end Vernon Davis que ficou conhecido como The Catch III, em homenagem a dois outros lances históricos da franquia. Obteve 299 jardas, 3 touchdowns aéreos e 1 terrestre de 28 jardas na partida. Na disputa pelo título da NFC, os 49ers foram derrotados pelo New York Giants, eventual vencedor do Super Bowl XLVI, por um field goal na prorrogação.
Em 2012, Smith vinha obtendo o ótimo rating de 104,1, o terceiro maior da liga (até a Semana 14), nas nove primeiras semanas, mas sofreu uma concussão na semana 10, contra o St. Louis Rams, e foi substituído pelo segundo-anista Colin Kaepernick na partida seguinte. Kaepernick venceu o Chicago Bears, time cuja defesa era considerada uma das melhores da NFL, por 32 a 7 e foi controversamente nomeado titular por Jim Harbaugh e Smith não voltou mais a atuar.
Em 2013, ele foi trocado e enviado para os Chiefs onde foi ser o quarterback titular da equipe de Kansas City, e liderou seu time a 11 vitórias naquele ano.
Em 30 de janeiro de 2018, os Chiefs concordaram em trocar Smith para o Washington Redskins em troca da terceira escolha no Draft da NFL daquele ano, junto com o cornerback Kendall Fuller. A troca se tornou oficial em 14 de março, o primeiro dia do novo ano da liga.
Em 18 de novembro de 2018, em um jogo contra o Houston Texans, Alex sofreu uma fratura espiral e composta em sua tíbia e fíbula na sua perna direita durante um sack feito pelos jogadores Kareem Jackson e J. J. Watt. Após a cirurgia inicial, Smith desenvolveu fasceíte necrosante que lhe trouxe perigo de vida e resultou em um sepse, que exigiu que ele fosse submetido a dezessete cirurgias, incluindo oito desbridamentos, em quatro internações em hospitais separados por um período de nove meses. Os médicos sugeriram que uma amputação acima do joelho poderia ser sua única opção antes de realizar enxertos de pele e uma operação de transferência de músculo de seu quadríceps esquerdo para salvá-lo.
Como parte de seu processo de recuperação, teve que usar um dispositivo de fixação externa por quase um ano e muitos duvidaram que ele poderia retornar a jogar futebol americano, embora ele mesmo reiterasse que pretendia retomar a carreira. Em julho de 2020, após novos exames, os médicos o liberaram para retornar a campo após ter se recuperado completamente. Naquela temporada, Smith atuou em oito jogos (começando seis como titular). Ele recebeu o prêmio de Comeback Player of the Year e um documentário feito pela ESPN, chamado Project 11, foi lançado mostrando sua recuperação.
Em abril de 2021, Alex Smith anunciou sua aposentadoria da NFL após quinze anos na liga.

## Estatísticas
| Ano      | Time     | Jogos | Jogos | Passando                    | Passando                    | Passando                    | Passando                    | Passando                    | Passando                    | Passando                    | Passando                    | Correndo                    | Correndo                    | Correndo                    | Correndo                    | Sacks                       | Sacks                       | Fumbles                     | Fumbles                     |
| Ano      | Time     | JD    | JT    | Comp                        | Ten                         | Pct                         | Jardas                      | Média                       | TD                          | Int                         | Rating                      | Ten                         | Jardas                      | Média                       | TD                          | Sck                         | Jardas                      | Fum                         | Perdidos                    |
| -------- | -------- | ----- | ----- | --------------------------- | --------------------------- | --------------------------- | --------------------------- | --------------------------- | --------------------------- | --------------------------- | --------------------------- | --------------------------- | --------------------------- | --------------------------- | --------------------------- | --------------------------- | --------------------------- | --------------------------- | --------------------------- |
| 2005     | SF       | 9     | 7     | 84                          | 165                         | 50,9%                       | 875                         | 5,3                         | 1                           | 11                          | 40,8                        | 30                          | 103                         | 3,4                         | 0                           | 29                          | 185                         | 11                          | 3                           |
| 2006     | SF       | 16    | 16    | 257                         | 442                         | 58,1%                       | 2 890                       | 6,5                         | 16                          | 16                          | 74,8                        | 44                          | 147                         | 3,3                         | 2                           | 35                          | 202                         | 10                          | 5                           |
| 2007     | SF       | 7     | 7     | 94                          | 193                         | 48,7%                       | 914                         | 4,7                         | 2                           | 4                           | 57,2                        | 13                          | 89                          | 6,8                         | 0                           | 17                          | 121                         | 6                           | 5                           |
| 2008     | SF       | 0     | 0     | Não jogou devido a contusão | Não jogou devido a contusão | Não jogou devido a contusão | Não jogou devido a contusão | Não jogou devido a contusão | Não jogou devido a contusão | Não jogou devido a contusão | Não jogou devido a contusão | Não jogou devido a contusão | Não jogou devido a contusão | Não jogou devido a contusão | Não jogou devido a contusão | Não jogou devido a contusão | Não jogou devido a contusão | Não jogou devido a contusão | Não jogou devido a contusão |
| 2009     | SF       | 11    | 10    | 225                         | 372                         | 60,5%                       | 2 350                       | 6,3                         | 18                          | 12                          | 81,5                        | 24                          | 51                          | 2,2                         | 0                           | 22                          | 134                         | 3                           | 1                           |
| 2010     | SF       | 11    | 10    | 204                         | 342                         | 59,6%                       | 2 370                       | 6,9                         | 14                          | 10                          | 82,1                        | 18                          | 60                          | 3,3                         | 0                           | 25                          | 140                         | 4                           | 2                           |
| 2011     | SF       | 16    | 16    | 273                         | 445                         | 61,3%                       | 3 144                       | 7,1                         | 17                          | 5                           | 90,7                        | 52                          | 179                         | 3,4                         | 2                           | 44                          | 263                         | 7                           | 2                           |
| 2012     | SF       | 10    | 9     | 153                         | 218                         | 70,2%                       | 1 737                       | 8,0                         | 13                          | 5                           | 104,1                       | 31                          | 132                         | 4,3                         | 0                           | 24                          | 137                         | 4                           | 1                           |
| 2013     | KC       | 15    | 15    | 308                         | 508                         | 60,6%                       | 3 313                       | 6,5                         | 23                          | 7                           | 89,1                        | 76                          | 431                         | 5,1                         | 1                           | 39                          | 210                         | 7                           | 3                           |
| 2014     | KC       | 15    | 15    | 303                         | 464                         | 65,3%                       | 3 265                       | 7,0                         | 18                          | 6                           | 93,4                        | 49                          | 254                         | 3,3                         | 1                           | 45                          | 229                         | 4                           | 1                           |
| 2015     | KC       | 16    | 16    | 307                         | 470                         | 65,3%                       | 3 486                       | 7,4                         | 20                          | 7                           | 95,4                        | 84                          | 498                         | 5,9                         | 2                           | 45                          | 235                         | 4                           | 0                           |
| 2016     | KC       | 15    | 15    | 328                         | 489                         | 67,1%                       | 3 502                       | 7,2                         | 15                          | 8                           | 91,2                        | 48                          | 134                         | 3,2                         | 5                           | 28                          | 140                         | 7                           | 4                           |
| 2017     | KC       | 15    | 15    | 341                         | 505                         | 67,5%                       | 4 042                       | 8,0                         | 26                          | 5                           | 104,7                       | 60                          | 355                         | 5,9                         | 1                           | 35                          | 207                         | 2                           | 1                           |
| 2018     | WAS      | 10    | 10    | 205                         | 328                         | 62,5%                       | 2 180                       | 6,6                         | 10                          | 5                           | 85,7                        | 41                          | 168                         | 4,1                         | 1                           | 22                          | 121                         | 6                           | 1                           |
| 2019     | WAS      | 0     | 0     | Não jogou devido a contusão | Não jogou devido a contusão | Não jogou devido a contusão | Não jogou devido a contusão | Não jogou devido a contusão | Não jogou devido a contusão | Não jogou devido a contusão | Não jogou devido a contusão | Não jogou devido a contusão | Não jogou devido a contusão | Não jogou devido a contusão | Não jogou devido a contusão | Não jogou devido a contusão | Não jogou devido a contusão | Não jogou devido a contusão | Não jogou devido a contusão |
| 2020     | WAS      | 8     | 6     | 167                         | 252                         | 66,7%                       | 1 582                       | 6,3                         | 6                           | 8                           | 78,5                        | 10                          | 3                           | 0,3                         | 0                           | 22                          | 139                         | 1                           | 0                           |
| Carreira | Carreira | 174   | 167   | 3 250                       | 5 193                       | 62,6%                       | 35 650                      | 6,9                         | 199                         | 109                         | 86,9                        | 580                         | 2 604                       | 4,5                         | 15                          | 432                         | 2 463                       | 76                          | 29                          |

## Vida pessoal
Smith tem um irmão, Josh, e duas irmãs, Abbey e MacKenzie. Um dos bisavôs de Smith era um imigrante austríaco de ascendência sérvia que migrou para os Estados Unidos aos doze anos vindo do Império Austro-Húngaro. Para honra-lo, Smith, seu irmão e seu pai tatuaram o símbolo da Cruz Sérvia no corpo. O tio de Smith, John L. Smith, foi um treinador de futebol americano universitário até 2018, e seu primo, Chris Shelton, já jogou na Major League Baseball. Em 2014, Smith recebeu um título de doutor honorário em letras humanas pela Universidade de Utah, onde ele também fez o discurso de formatura para a turma de formandos.
Alex Smith é casado com a ex-cheerleader Elizabeth Barry desde 2009. Eles tem dois filhos e uma filha.
Em 2007, Smith fundou a Alex Smith Foundation e a Alex Smith Guardian Scholars Program, que ajudou a moldar adolescentes para uma futura carreira no futebol americano universitário. O The Boston Globe afirmou que a fundação dele era um modelo de caridade que alocava adequadamente seu financiamento, notando que havia arrecadado cerca de US$ 800 000 entre 2008 e 2010 e gastou 91% deste valor em bolsas de estudo e subsídios.